# William Houston (Schauspieler)

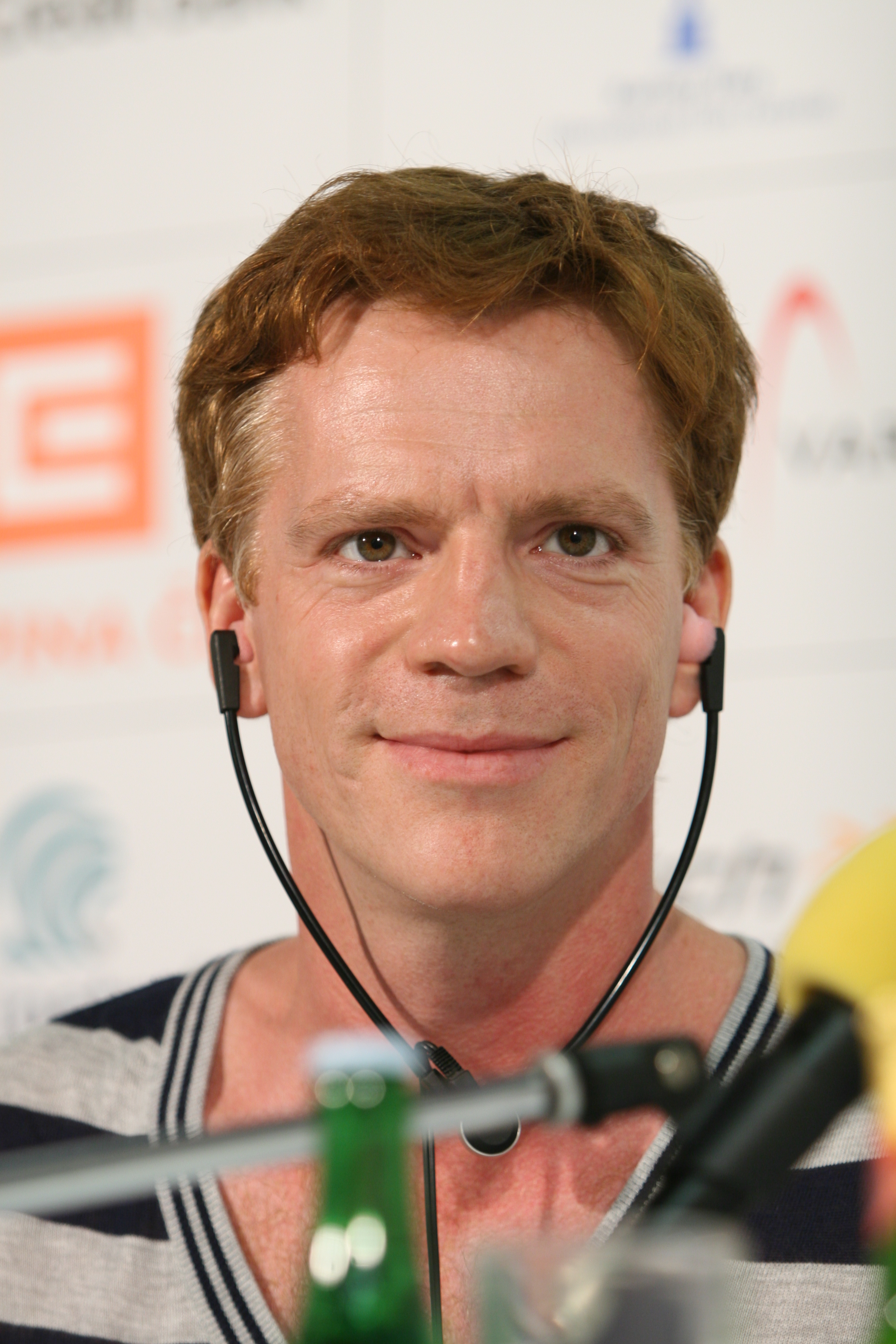
William Houston, 2008

William Houston (* 19. Juli 1968 in Sussex) ist ein britischer Theater- und Filmschauspieler.

## Leben
Will Houston, wie er in den Credits auch oft genannt wird, wuchs in Nordirland auf. Er absolvierte die Central School of Speech and Drama in London. Houston begann seine Karriere beim Theater. So stand er als männlicher Hauptdarsteller in William Shakespeares Troilus und Cressida auf der Bühne, war in Heinrich IV. zu sehen, und überzeugte, wiederum in der Hauptrolle, als Heinrich V. Houston ist Mitglied der Royal Shakespeare Company.
Seine erste Rolle bei Film und Fernsehen bekam Houston erst 1994, als 26-Jähriger. Im Kriegsfilm Fall from Grace verkörperte er einen britischen Radaroffizier. Neben einigen britischen, international weniger bekannt gewordenen Produktion, vermochte es Houston seit diesem Zeitpunkt auch in bekannten Hollywood-Filmen zu reüssieren. Dabei war er überwiegend zum Teil in starken Nebenrollen zu sehen, eine größere Hauptrolle verkörperte er selten.

## Filmografie (Auswahl)
- 1997: Die Abenteuer des Odysseus (The Odyssey)
- 2003: Henry VIII
- 2004: North & South
- 2007: Elizabeth – Das goldene Königreich (Elizabeth: The Golden Age)
- 2008: 50 Dead Men Walking – Der Spitzel (Fifty Dead Men Walking)
- 2009: Sherlock Holmes
- 2010: Kampf der Titanen (Clash of the Titans)
- 2011: Age of Heroes
- 2011: Sherlock Holmes: Spiel im Schatten (Sherlock Holmes: A Game of Shadows)
- 2013: Die Bibel (The Bible) (Miniserie)
- 2014: Dracula Untold
- 2014: Son of God
- 2015: Charlotte Link – Der Beobachter
- 2016: Brimstone
- 2016: Die Tänzerin (La danseuse)
- 2017: Will (Fernsehserie, 10 Episoden)
- 2021: The Last Duel
- 2022: Wednesday (Fernsehserie, 8 Folgen)
- 2025: The Gorge